# House of Deréon
House of Deréon – dom mody założony przez wokalistkę i aktorkę Beyoncé Knowles oraz jej matkę i stylistkę Tinę Knowles. Styl oraz koncepcja ubrań inspirowana jest trzema pokoleniami kobiet w ich rodzinie, zaś część nazwy – "Deréon" stanowi hołd wobec babci Knowles, Agnèz Deréon. Siostrzaną linią marki jest kolekcja dziecięca Deréon, której współzałożycielką była Solange Knowles.

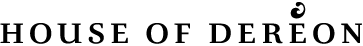

Beyoncé wraz z siostrą Solange stworzyły linię dziecięcą Deréon w 2006 roku. Hasłem reklamowym marki jest "Gdzie chodnik łączy się z wybiegiem", zaś kolekcje te składają się z ubrań codziennych. Wokalistki są modelkami w sesjach obu marek i występują w ich reklamach. W 2007 roku w materiałach promocyjnych pojawił się również zespół koncertowy Beyoncé, Suga Mama.
Powstanie House of Deréon zostało ogłoszone we wrześniu 2004 roku, a hasłem przewodnim marki jest "Couture.Kick.Soul", reprezentujące trzy pokolenia kobiet. Agnèz Deréon to ubrania z "duszą", Tina Knowles reprezentuje szyk i klasę, natomiast Beyoncé modowe nowości. Gdy wokalistka była członkinią Destiny’s Child Tina projektowała i szyła stroje dla zespołu, zwłaszcza na początku ich kariery, kiedy nie miały dostępu do modnych ubrań.
Marka została po raz pierwszy przedstawiona w The Oprah Winfrey Show, a później była promowana m.in. w programie The Tyra Banks Show. Ubrania mieszają styl hip hopowy, w tym wykorzystanie jeansu, z motywami kobiecymi, takimi jak hafty oraz marszczenia. W wywiadzie z magazynem Ebony Beyoncé powiedziała: "Uwielbiam stroje z lat 70., z szafy mojej mamy. Uwielbiam ubrania z lat 40., w stylu mojej babci, są tak eleganckie. Chcieliśmy zapożyczyć elementy z czasów mojej babci – koronki, świeże kolory, wzory – i połączyć je z kreacjami z czasów mojej mamy oraz moich." Przykład tych inspiracji jest widoczny wśród projektów, np. ołówkowych spódnic, popularnych w latach 40.
Podążając w tym kierunku Beyoncé i Tina zaprojektowały kolekcję sukienek w stylu vintage, które dostępne były w Bloomingdale's. Linia inspirowana była latami 50. i strojami, które wokalista miała na sobie jako Etta James w filmie Cadillac Records.

## Kontrowersje
W maju 2008 roku dom mody wyprodukował serię reklam kolekcji dla dzieci, The Deréon Girls Collection. Wystąpiły w nich siedmioletnie dziewczynki, które nosiły buty na wysokich obcasach i miały pełny makijaż. Sesja wywołała kontrowersje; konserwatystka Michelle Malkin była jedną z największych przeciwniczek, mówiąc: "Beyoncé sygnuje linię ubrań, która sprawia, że sesja Miley Cyrus z odkrytymi plecami wygląda jak zdjęcia Shirley Temple." Sonda internetowa na stronie dziennika Washington Post wykazała, że 62% czytelników uznało, że sesja była odpowiednia dla małych modelek.

## Agnèz Beyincé
Agnèz Beyincé, ur. jako Agnès DeRouen 1 lipca 1924 roku – wywodziła się z Delcambre, w stanie Luizjana z rodziny luizjańskich Kreolów. Jej pasja modą stała się inspiracją do założenia House of Deréon przez Tinę i Beyoncé.
Agnèz była krawcową, jednak jej projekty wyróżniały się szerokim wzornictwem, marszczeniami i różnego rodzaju aplikacjami. Poza tym w pracy często wykorzystywała koronki, korale i ozdobne guziki.
Wyszła za mąż za Lumisa Alberta Beyincé, po czym przeprowadziła się do Galveston w stanie Teksas (część krewnych Beyincé wciąż tam mieszka). Oboje byli Kreolami (mieli pochodzenie indiańskie, afroamerykańskie i francuskie}.
Obecnie Beyincé mieszka w Nowym Orleanie.